# 小田豊 (歯学者)
小田 豊（おだ ゆたか）は、日本の歯学者、工学者。東京歯科大学名誉教授、元東京歯科大学歯科理工学講座教授。元日本歯科理工学会会長、元国際歯科研究学会日本部会）会長。

## 経歴
1971年富山大学文理学部理学科（物理学専攻）卒業。以後、富山県立魚津高等学校講師、東京歯科大学助手、講師、助教授を経て1997年東京歯科大学歯科理工学講座主任教授に就任、2014年名誉教授となる。
1984年　東京歯科大学より歯学博士の学位を取得、論文の題は「粉末冶金法による歯科修復物作製に関する研究 : 焼結チタニウム合金の応用について」。

## 著書
- 小田豊 編『新編　歯科理工学』（第3版）学建書院、2000年3月。ISBN 4762405620。 NCID BA47001485。
- 濱中人士、宮崎隆、小田豊、仁科匡生 編『チタンの歯科技工Part2 チタン臨床応用の拡大2002』クインテッセンス出版 〈QDT別冊〉、2002年3月10日。ISBN 4874177174。 NCID BA89542437。
- 小田豊 他 著、日本接着歯学会 編『接着歯学 Minimal Interventionを求めて』医歯薬出版、2002年4月20日。ISBN 978-4-263-44135-0。 NCID BA56863628。
- 宮﨑隆、中嶌裕、河合達志、小田豊 編『臨床歯科理工学』医歯薬出版、2006年5月25日。ISBN 978-4-263-45596-8。 NCID BA77312826。
- 小田豊 編『新編　歯科理工学』（第4版）学建書院、2007年4月1日。ISBN 9784762415623。 NCID BA81479858。
- 小田豊 著「第3章　全部被覆冠 4.ファイバーポスト（1）材料学的考察」、福島俊士 編『失活歯のリコンストラクション』医歯薬出版〈隔月刊「補綴臨床」別冊〉、2007年5月25日。 NCID BA82633002。
- 小倉英夫、髙橋英和、宮﨑隆、小田豊、楳本貢三、小園凱夫 編『コア歯科理工学』医歯薬出版、2008年3月25日。ISBN 978-4-263-45614-9。 NCID BA8555872X。
- 小田豊 他 著、眞坂信夫、諸星裕夫 編『I-TFCシステムの臨床 新しい接着支台築造の提案』ヒョーロン・パブリッシャーズ、2009年2月28日。ISBN 9784930881908。 NCID BA89542437。
- 小田豊 編『新編　歯科理工学』（第5版）学建書院、2012年10月1日。ISBN 9784762425622。 NCID BB10350076。
- 小田豊 他 著、中込敏夫、伴清治 編『マテリアル選択・操作のハテナに答える 臨床技工材料学の本』医歯薬出版〈月刊「歯科技工」別冊〉、2012年12月20日。 NCID BB11388416。

## 所属団体
- 日本歯科医学会
  - 日本歯科理工学会元会長[1]
  - 日本歯科医学教育学会評議員[2]
  - 日本接着歯学会理事[2]
- 日本歯科産業学会元常任理事[2]
- 日本歯科産業学会理事[2]
- 国際歯科研究学会[1]
  - 国際歯科研究学会日本部会元会長[1]
- Academy of Dental Materials